# Браке (Унтервезер)
Браке (њем. Brake) град је у њемачкој савезној држави Доња Саксонија. Једно је од 9 општинских средишта округа Везермарш. Према процјени из 2010. у граду је живјело 15.837 становника. Посједује регионалну шифру (AGS) 3461002.

## Географски и демографски подаци
Браке се налази у савезној држави Доња Саксонија у округу Везермарш. Град се налази на надморској висини од 3 метра. Површина општине износи 38,2 km². У самом граду је, према процјени из 2010. године, живјело 15.837 становника. Просјечна густина становништва износи 415 становника/km².

## Међународна сарадња
| Мјесто  | Држава               | Врста сарадње | Од    |
| ------- | -------------------- | ------------- | ----- |
| Хавант  | Уједињено Краљевство | партнерство   | 1966. |
| Вороњеш | Русија               | партнерство   | 1989. |
| Извор   |                      |               |       |